# Calze menor
El calze menor, del ronyó, envolta el vèrtex de la piràmide. L'orina formada al ronyó passa a través de la papil·la i cau en el calze menor i després passa al calze major.